# Leuchtturm Kolliker Ort
Der Leuchtturm Kolliker Ort ist ein Leuchtturm an der Ostküste der Halbinsel Jasmund auf Rügen. Er ist baugleich mit dem 2002 abgebauten Leuchtturm Ranzow (ehemals mit Standort bei Lohme einige Kilometer nordwestlich vom Kolliker Ort), der von 2004 bis 2019 als Teil des Flächendenkmals (mit Seezeichen-Exponaten) am Kap Arkona aufgebaut war und seit Juni 2021 eine neue Verwendung als Leuchtturm Lauterbach gefunden hat.

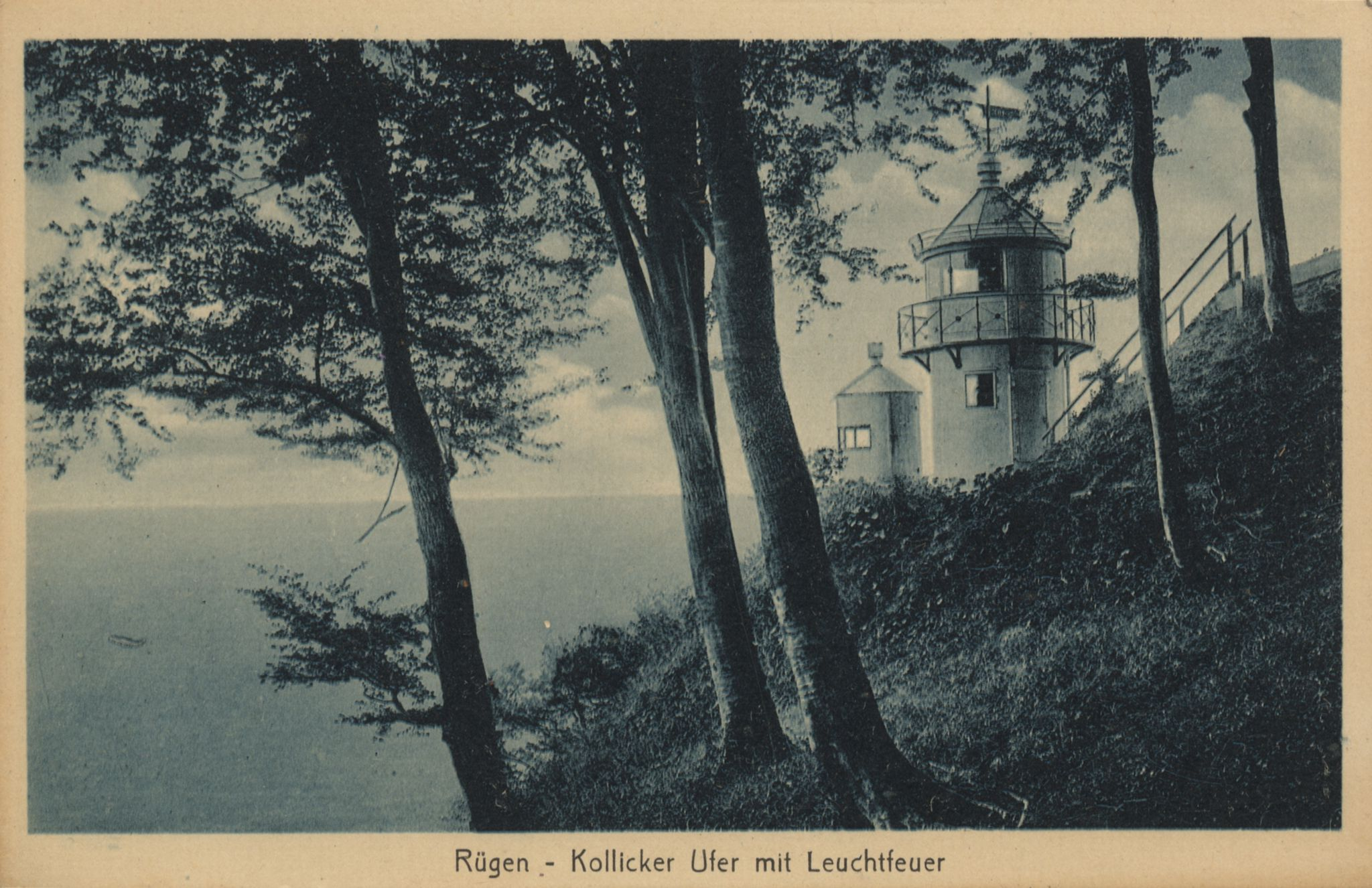
Historische Postkarte

## Geschichte
Der Leuchtturm wurde 1904, ebenso wie der Leuchtturm Norddorf und Leuchtturm Ranzow, von der Firma Julius Pintsch gebaut und am 1. April 1905 in Betrieb genommen. Er dient als Quermarkenfeuer für den Hafen Sassnitz und als Orientierungsfeuer für die Prorer Wiek. Der weiße Turm besteht aus 24 gusseisernen Elementen und hat eine Höhe von sechs Metern, hinzu kommt ein kegelförmiger Kupferdachaufbau mit einer Windrose. Das Leuchtfeuer besaß eine Parabolspiegel-Ausstattung und eine Gaslampe, was um die Jahre 1900 der Betriebsausrichtung der Firma Pintsch entsprach. Die Leuchtfeuertechnik wurde 1936 vom Gasbetrieb umgestellt auf ein elektrisches Leuchtfeuer; weitere Umbauten erfolgten 1978 und 2000 auf Halogenleuchtmittel und Gürtellinsenbetrieb.
Der Leuchtturm befindet sich an der Ostseite der Halbinsel Jasmund im gleichnamigen Nationalpark im Gebiet der Rügener Kreidefelsen zwischen Königsstuhl und Kieler Ufer. Der Leuchtturm Kolliker Ort war via Fernwartung bis zur Löschung im August 2025 in Betrieb.
Die Verantwortlichkeit für den Leuchtturm (Wartung und Unterhaltung) liegt seit 2020 beim Wasserstraßen- und Schifffahrtsamt Ostsee.